# Господарица бакарне планине
Господарица бакарне планине (Russian: Хозјајка медној гори), позната и као Слушкиња малахита је лик легенде из славенске митологије и руског бајковитог лика,  планински дух из легенди о уралским рударима и господарицама уралских планина Русије.   У народним бајкама и легендама приказана је као изузетно лепа зеленоока млада жена у хаљини од малахита или као гуштер са круном. На њу се гледа као на заштитницу рудара,  заштитницу и власника скривених подземних богатстава, онога који може дозволити или спречити копање камења и метала на одређеним местима. "Бакарна планина" је Гумиошевски рудник, најстарији рудник уралских планина, кога је становништво назвало "Бакарна планина" или једноставно "планина". Сада се налази у граду Полевскои, Свердловска област. У неким регионима уралских планина слика Господарице повезана је са другим женским ликом из локалних народа, девојком Азов (Russian: Азовка), очарана девојка или принцеза која живи на планини Азов.  Господарица бакарне планине постала је добро познати лик по свом појављивању у збирци народа уралских планина Павела Бажова (познатог и као говорник) названој "Кутија од Малахита". Господарица се појављује у трећем казалишту "Господарица бакарне планине" и у још 9 прича из збирке, укључујући "Камени цвет", "Менаџерове чизме" и "Сочен и његово камење".

## Карактеристике
Господарица бакарних планина има изглед изузетно лепе младе жене са зеленим очима. Неке од њених карактеристичних особина укључују тамно уплетену косу, траке од танког бакра и огртач направљен од малахита.  Носила је диадем украшен малахитом и драгим камењем.  Као планински дух,  она је заштитник и власник скривених подземних богатстава.   За њу се каже да је увек окружена својим слугама,  малим гуштерима, који могу бити зелени, плави, златни или блистави.  Господарица се и сама може појавити као гуштер.  Према легенди, особа која види Господарицу пада под њену чаролију. Добрим људима и искусним занатлијама показује љубазност, помажући им да пронађу драгуље и злато, али ако њени услови нису испуњени особа губи сву своју срећу и вештину, а може чак и умрети.  Могла је дозволити или спречити минирање на одређеним местима, дати или одузети богатство. 
Сакрално биће, Господарица, била је окружена ритуалима и табуима, нпр. жене нису силазиле у рудник јер је то била Господаричина област, а младићи који су тражили њено заштитништво нису се венчавали. Кршење табуа је доносило оштру казну.  Децу су учили да не вичу и свађају се поред камења и да ћуте у рудницима јер према популарном веровању, слушкиња није волела гласне звукове.  Њени препознатљиви атрибути били су гуштери, бакар и малахит. 

## Друга имена
Господарица бакарне планине је имала многа друга имена, попут Камене мајке (Russian: Горнаја матка),  Камена девојка (Russian: Каменнаја девка),  Змија Господарица, Краљица гуштера,  Господарица рудника бакра,  Девојка малахита,  Слушкиња малахита  или Дама малахита (Russian: Малахитница).   Рудари су је једноставно звали "Сама". 

### Азовска девојка
У многим народним бајкама Господарица и Азовка (лит. "Азовска девојка") су идентичне једна другој  и о њима се причају исте приче. Приче о Азовки међусобно се разликују, мада имају заједничке карактеристике. Прво, да се у планини Азов налази пећина са скривеним благом. Друго, пар људи је пронашло пећину, али нико није могао да узме благо. Благо припада Татарима, Башкирима или "Старим људима".  Према народном веровању, Азовка живи / заробљена је у пећини (или планини) и чува благо. У већини прича она је очарана девојка, коју су евентуално украли Татари, проклета татарска принцеза, краљица Старих људи или њихова старија кћерка.  

## Изгледи

### Укутији од Малахита
Господарица бакарне планине се појављује у трећем издању Павела Бажова "У кутији од малахита", "Господарица Бакарне планине " први пут је објављена у 11. издању Краснаја Нов 1936. године,  а затим у многим другим причама: „Ковчег од малахита“, „Камени цвет“, „Менаџерове чизме“, „Сочен и његово камење“, „Мајстор занатлија“, „Два гуштера“, „Крхка гранчица", "Скривена трава" и "Тајуткино огледало".   Бажов је потврдио да је лик заснован на народним легендама. Рекао је: "Да, верујем да је низ прича повезаних са рудником Гумиошевски ближи бајци. По мом мишљењу они представљају покушај реконструкције бајке овог рудника". На питање разликује ли се лик из његовог писања од интерпретације у бајци, Бажов је одговорио: "Не верујем да постоји разлика. Ако постоји, лоше је". 
 

У бајци "Господарица бакарне планине", она је описана на следећи начин: 
 Могли сте видети из њене плетенице да је слушкиња. Била је то дуга црна плетеница, која није висила као нашим слушкињама, већ је стајала близу и равно низ леђа, а врпце на крају нису биле ни црвене ни зелене боје, имале су понешто од обе. Могли сте видети како светло пролази кроз њих и чинило се да мало сјаје, налик на танко лишће бакра. Није била висока ни лепе фигуре и била је врцава - није могла да седи ни минут. Њен огртач је био нешто што никад нигде другде нисте видели. Све је било направљено од свиленог малахита, врсте коју ретко кад добијете. То је камен, али изгледа попут свиле, коју желите да узмете и мазите.  
 У "Каменом цвету" се говори да господарица има своје "планинске занатлије": 
 Они су веште занатлије који живе у планини и нико их никад није видео. Шта год господарица жели, они то чине за њу. Једном сам видео мали део њиховог рада. Наше змије, колико год добре биле, биле су као камен, али тада су изгледале као да су живе. Црна црта низ лице и очи - помислили бисте да ће доћи горе и убости вас. Могу направити било шта!  
 У "Менаџеровим чизмама" речено је да се господарици "није допало када су се људи лоше слагали у подземљу".  Она се појављује пред окрутним извршитељем: 
 Одједном је извршитељ угледао лик испред себе. Лагано се кретао, машући лампом. На рубу галерије видео је да је то жена. Почео је трчати за њом, али његови верни људи нису били у великој журби да је следе. Сви су се тресли јер су видели да ће бити лоше - то је била она сама. Судски извршитељ је угледао слушкињу невероватне лепоте која је стајала пред њим, а њој су се обрве спојиле у линију и очи су јој гореле попут угља.  
 У "Кутији од Малахита" она служи као "магична помоћница" карактерима.  "Сјајно је упознати је, доноси несрећу лошим људима".  До ње се може доћи кроз камену шуму.  Окрутна је и праведна, не воли похлепне људе и равнодушна је према њиховој патњи, али показује своју добродушну страну онима који су талентовани и несебични.  Валентин Блажес је изјавио да је у Кутији од Малахита класични неодлучан лик јер спаја добро и зло, живот и смрт, лепоту и ружноћу. Наталија Швабајер коментарисала је да је њена дволичност представљена у свим њеним особинама, од појављивања до функција.  Чак и њене шале могу бити смртоносне, што је видљиво из "Сочена и његовог камења". 

### У другим медијима
Карактер Краљице Бакарне планине се појавио 2007. у Мерцедес Лакијевом роману "Срећна будала". 
Шимун Врочек написао је причу под називом "Господар бакарне планине" (Russian: Хозјаин Медној гори), у којој је поменуо лик. Објављено је у његовој збирци "Нареднице нико не зове" 2006. године.  Владимир Маканин написао је пародијске ликове Господарице у некој од својих прича, попут мајке лика Колке у својој краткој причи "Гласови" из 1976. године (Russian: Голоса). 

## Порекло и развој
Павел Бажов је чуо приче о њој у топионици бакра "Пољевски" од приповедача рудара Василија Хмелинина (Russian), коме су деца дала надимак "Деда Слишко".  Сматра се да је "бакарна планина" рудник Гумиошевски, најстарији рудник уралских планина. Понекад су га звали „Гора бакра“ или једноставно „планина“.  Валери Диомин је прокоментарисао да је Господарица универзална митема, док је планина Бакра специфичне локације: рудник Гумиошевски и планина Азов. 
Порекло лика је нејасно. Концепт богиње мајке или Мајке Земље био је веома популаран у свим културама, укључујући локалне људе Мансија и Хантија.  Уралски етнограф А. Сагалајев је сугерисао да лик потиче од богиња Умаи и Калтес-Еква. Приметио је да се лик богиње мајке у перцепцији људи понекад смањује до величине камена и скулптуре или се шири до величине планине.  Господарица се можда појавила као наследница Азовке јер је била најпознатија на истим пределима као и Азовка пре ње, па се чувар блага полако претворио у њиховог господара.  Бажов је веровао да је најстарије створење уралске митологије у ствари Азовка, Велика змија се појавила следећа, а последња је Господарица.  Баш као и Азовку, слушкињу Малахита привлаче слободни мушкарци.  Марк Липоветски прокоментарисао је црну боју косе наговештавајући њено несловенско порекло, вероватно од "старих људи", попут Азовке.  Тамнокоса и тајанствена, не личи на типичне руске девојке.  Бажов је веровао да рударима једноставно недостају жене јер им њихов посао није дозвољавао контакте са њима.  Такође је мислио да је Господарица прерасла своју почетну функцију чувара блага. Постала је "отелотворење снаге, богатства и лепоте", која се откривала само пред најбољим људима.  Е. Куликова је открила да је њено место у уралској митологији највероватније повезано са перцепцијом планина као "магичног простора". Планина је била извор живота, заштитник од непријатељских снага и пребивалиште божанских заштитника. 
Алексеј Иванов сугерисао је да господарица највероватније потиче из духа места као "суви камен".  Постоји и хипотеза да она представља римску богињу Венеру, будући да је локални бакар из творнице за топљење бакра Пољевски неколико десетина година у 18. веку везан за симбол Венере (♀).  В. Безрукова теоретише да господарица планине бакра симболише „однос“ између људи и планинског богатства и да она у ствари штити хришћанске врлине, нпр. спречава похлепу, подстиче љубазност, скромност, част и вештину (хришћанске врлине).  Међутим, Алексеј Иванов тврди да открива свој "генетски однос" са поганским боговима, а њена етика није хришћанска. У једној од прича она узима злато из рудника након што је у близини изграђена црква. 
Маја Никулина указује на свој однос према царству мртвих јер не чује и не пије, не оставља трагове, њена одећа је направљена од камена, а планина је повезује са светом живих.  Лик је можда угро - финског порекла.  Угро - фински народи, који су живели на том подручју, касније су емигрирали у Балтичко море или се прилагодили новој руској култури. Њихови обичаји садрже подземна богатства, моралне и духовне моћи, утиснута у хионичка божанства, рударске и металуршке технике непознате Русима. 
Господаричине особине - гуштер, бакар и малахит - нису хришћанске. Наталија Швабајер прокоментарисала је да су гуштери неприродна бића.  Слике гуштера и змија пронађене су на перманским брончаним заливима (5—15 века) око Азовске горе.  Бакар је био симбол женске лепоте на Уралу. Малахит је истовремено симболизовао младост, наду, несрећу и тугу.  Занатлије који су радили са малахитом често су умирали од туберкулозе, погођени отровном малахитном прашином. Драгуљари су израђивали накит од малахита само за продају, али га никада нису носили. Држати га у кући је био лош знак. 

## Рецепција
Господарица је постала популарни лик у Совјетском Савезу. Народи Уралског државног универзитета, који су прикупили приче у близини Сисерта након смрти Павела Бажова, приметили су да "нису срели ниједну особу која није чула за Господарицу", али углавном су знали за њу из Бажововог говора и упућивали их: "Читајте Бажова, он је записивао". Мало је приповедача чуло за њу из усмене традиције. 
Током совјетских времена критичари су овај лик обично описивали као заштитника радничке класе од угњетача. Маја Никулина тврдила је да Господарица није ни спасилац ни заштитник. Уместо да брани раднике, она их тестира. Социјална правда је не занима: "газдарица је кажњена због похлепе и глупости", а не због тога што је газдарица.  Марк Липоветски прокоментарисао је да је она најстрашнија личност колекције, прелепа девојка и истовремено опасно демонско створење.  Веровао је да она представља борбу и јединство између Ероса и Танатоса  и да је карактеришу три главна фреудовска мотива - сексуални нагон, смртни нагон (њено царство је царство мртвих) и кастрацијска тескоба (губитак снаге). Ово последње је приказано када она упорно и злобно провоцира локалну администрацију, присиљавајући протагонисте ("Господарица бакарне планине", "Два гуштера") да преносе увредљиве поруке.  Денис Жердев истакао је да је Господаричино женско подручје свет хаоса, разарања или спонтаних неконтролисаних чинова стварања. Сукобљавајући се са нарученим фабричким светом, таква снага уноси случајност, променљивост, непредвидивост и каприозност. Директан контакт с њом је кршење светског поретка и не завршава се добро.  Аутор Енциклопедијске бајке каже да Господарица представља сукоб људске врсте и природе. Она упоређује лик са Мефистофелом јер човек треба да обради своју душу са њом да би стекао коначно знање, међутим, Господарица никога не приморава да напусти своје моралне вредности и зато "није обојена тамним бојама".  Људмила Скорино је веровала да представља природу Урала која својом лепотом инспирише креативну особу. 